# Jan Vycpálek
Jan Vycpálek (29. listopadu 1905 Tábor – 7. září 1943 Věznice Plötzensee) byl český pilot, příslušník Československé armády v zahraničí v období druhé světové války a agent sovětské tajné služby popravený nacisty.

## Život

### Před druhou světovou válkou
Jan Vycpálek se narodil 29. listopadu 1905 v Táboře. Vyučil se elektromechanikem, ale stal se armádním pilotem. Po pětileté službě s Československé armády odešel, střídal zaměstnání nebo nebyl zaměstnán vůbec, posledním místem, kde pracoval, byla firma Baťa.

### Druhá světová válka
Po německé okupaci v březnu 1939 opustil Jan Vycpálek společně s dalšími ilegálně Protektorát Čechy a Morava a přešel do Polska, kde se přihlásil do zde vznikající československé zahraniční jednotky. Po jeho pádu v září téhož roku byl internován sovětskou armádou, následně začal pracovat pro sovětskou vojenskou rozvědku. Po vyškolení v Moskvě byl společně s Jaroslavem Lonkem, Vladislavem Bobákem, Miloslavem Hůlou a Radoslavem Seluckým vyslán přes Slovensko zpět do Protektorátu. Dorazil do něj v únoru 1940 a společně s ostatními začal budovat zpravodajskou síť, pro kterou získal i Jana Valentu a Josefa Faldynu z Baťovi bývalé filiálky v Sezimově Ústí. Bývalý Seluckého pilotní žák Jaroslav Bednář síť udal gestapu. Kromě hlavních aktérů a jejich spolupracovníků byla zatčena i Vycpálkova nevlastní matka a sestry Božena a Marie. Dne 29. dubna 1943 byl za svou činnost odsouzen Lidovým soudním dvorem k trestu smrti za přípravu k velezradě. Dne 7. září 1943 byl za tzv. Krvavých nocí popraven oběšením v berlínské věznici Plötzensee.